# 新潟パーキングエリア
新潟パーキングエリア（にいがたパーキングエリア）は、新潟県新潟市江南区にある磐越自動車道のパーキングエリアである。下り線は同区上和田、上り線は同区花ノ牧に位置する。
ここから新潟中央方面は片側2車線に、いわき方面は会津若松まで暫定2車線となる。

## 施設

### 上り線（郡山・いわき方面）
- 駐車場
  - 大型8台
  - 小型11台
- トイレ
  - 男性 大2（和式1・洋式1）・小5
  - 女性 7（和式2・洋式5）
    - 同伴の男児用 1

  - 車椅子用 1
- 自動販売機

### 下り線（新潟中央方面）
- 駐車場
  - 大型8台
  - 小型11台
- トイレ
  - 男性 大2（和式1・洋式1）・小5
  - 女性 7（和式2・洋式5）
    - 同伴の男児用 1

  - 車椅子用 1
- 自動販売機

## 隣
E49 磐越自動車道
(13) 新津IC - (13-1) 新津西SIC - 酒屋BS - 新潟PA - (42) 新潟中央JCT